# Maastricht UMC+
Het Maastricht UMC+ (voluit: Maastricht Universitair Medisch Centrum Plus) is een handelsnaam van het academisch ziekenhuis Maastricht (azM) gevestigd te Randwyck in de Nederlandse stad Maastricht. Het MUMC+ vormt samen met de Faculty of Health, Medicine and Life Sciences (FHML) van de Universiteit Maastricht een van de zeven universitair medische centra (UMC's) in Nederland en is aangesloten bij de Nederlandse Federatie van Universitair Medische Centra (NFU).

## Geschiedenis

### Voorgeschiedenis
Het azM is een voortzetting van het ziekenhuis Sint Annadal, dat op haar beurt was voortgekomen uit het in 1820 door het Burgerlijk Armbestuur van Maastricht opgerichte Ziekenhuis Calvariënberg, dat eind 19e eeuw een van de modernste ziekenhuizen van Nederland was. In 1940 werd begonnen met de bouw van een nieuw onderkomen in Maastricht-West, dat pas in 1950 in gebruik genomen kon worden en dat de nieuwe naam Sint-Annadalziekenhuis kreeg.

### Academisch ziekenhuis Maastricht
In 1965 werd de Stichting Wetenschappelijk Onderwijs Limburg (SWOL) opgericht met als doel "het bevorderen van wetenschappelijk onderwijs in Limburg". Vanaf 1968 werd doelgericht gestreefd het ziekenhuis deel te laten uitmaken van de in Maastricht te vestigen achtste medische faculteit. In 1974 resulteerde dat in de komst van de eerste medisch studenten in Maastricht. In 1975 werd door het parlement de Wet Rijksuniversiteit Limburg aangenomen, waarmee de reeds functionerende faculteit een wettige basis kreeg. In 1986 werd de naam van het ziekenhuis Sint Annadal gewijzigd in academisch ziekenhuis Maastricht (azM).
In 1983 werd begonnen met de nieuwbouw van het ziekenhuis in de wijk Randwyck, waar ook de twee medisch georiënteerde faculteiten van de Universiteit Maastricht gevestigd zijn. Het nieuwe ziekenhuis werd in 1990 opgeleverd en in 1991 door Koningin Beatrix geopend. Sindsdien is het gebouw diverse malen uitgebreid.
Het academisch ziekenhuis Maastricht en de Faculty of Health, Medicine and Life Sciences van de Universiteit Maastricht (UM) werken sinds 2008 samen in het Maastricht UMC+, ofwel het Maastricht Universitair Medisch Centrum+.

### Uitbreidingen
Van 2009 tot 2011 vond een eerste grootschalige uitbreiding van het ziekenhuis plaats: op de noordwesthoek verrees een nieuwe bestuursvleugel; op de zuidwesthoek een vrijwel identieke oogkliniek. Eerstgenoemde uitbreiding kreeg de naam Dr. Lambert van Kleeftoren, naar de pionierende chirurg en ziekenhuisdirecteur Lambert van Kleef (1846-1928). De zuidwestelijke uitbreiding draagt de naam Adriaan Pelerintoren, naar Adrien Pelerin (1698-1771), militair arts en hoogleraar geneeskunde aan de Illustere school van Maastricht.
In 2017 werd een nieuw gebouw van het Maastricht UMC+ geopend aan de Verheylaan. Het ziekenhuis werd daarmee met vijftien procent vloeroppervlak uitgebreid. Het nieuwe gebouw biedt onder meer ruimte aan een nieuwe operatiekamer-complex, het Vrouw, Moeder en Kind Centrum en het MRI-centrum. Tijdens het ontwerp en de bouw is sterk rekening gehouden met duurzaamheid. Dat leverde het Maastricht UMC+ als eerst ziekenhuis in Nederland een BREEAM duurzaamheidscertificaat op.

## Kerntaken en kerngetallen
Het Maastricht UMC+ heeft als kerntaken: patiëntenzorg, onderwijs/opleiding en onderzoek. De '+' in de naam houdt verband met de focus op gezondheidsbevordering en ziektepreventie. Het Maastricht UMC+ heeft vier speerpuntgebieden, waar zowel in patiëntenzorg als in onderzoek bijzondere expertise voor aanwezig is, dit zijn:
- hart- en vaatziekten
- ademhalingsziekten
- oncologie
- hersen- en zenuwziekten

Het ziekenhuis telde eind 2020 6.358 medewerkers (4.718 fte), 26 operatiekamers en 715 bedden. Het aantal banen bij de Faculty of Health, Medicine and Life Sciences bedroeg 1.685 fte en het aantal studenten 5.535. Er vonden in dat jaar – het eerste coronajaar – bijna 22.000 ziekenhuisopnames plaats en circa 333.000 poliklinische behandelingen (inclusief spoedeisende hulp). Het aantal consulten op afstand bedroeg 112.665.
Het Maastricht UMC+ is onderdeel van de Brightlands Maastricht Health Campus in Randwyck, een samenwerkingsverband met de Faculty of Health, Medicine and Life Sciences, de Faculty of Psychology and Neuroscience en de Faculty of Science and Engineering van de Universiteit Maastricht, de provincie Limburg en een honderdtal bedrijven.

## Overige informatie
- Het ziekenhuis is een van de elf traumacentra in Nederland en beschikt over een Mobiel Medisch Team.
- Maastricht UMC+ is het enige centrum in Nederland waar pre-implantatiegenetische diagnostiek (PGD), ofwel embryoselectie, mag worden toegepast. Dit is een methode waarmee de geboorte van kinderen met een ernstige genetische aandoening voorkomen kan worden.[5]
- Maastro Clinic is een aangrenzend bestralingsinstituut dat de bestraling (radiotherapie) van diverse kankersoorten verzorgt. Sinds 2019 is Maastro een van de drie Nederlandse centra voor protonentherapie, waarvoor patiënten uit Zuid- en Midden-Nederland naar Maastricht komen.[6]
- Het Maastricht UMC+ is door ZonMw uitgekozen als een van de nationale academische centra voor sport, bewegen en gezondheid.
- Scannexus (voorheen Brains Unlimited) is een scannerlab, waar zowel het Maastricht UMC+, de Universiteit Maastricht, als bedrijven gebruik van kunnen maken. In 2013 werd een MRI-scanner van 9.4 tesla geïnstalleerd, waarvan er op dat moment slechts drie ter wereld opereerden.[7]

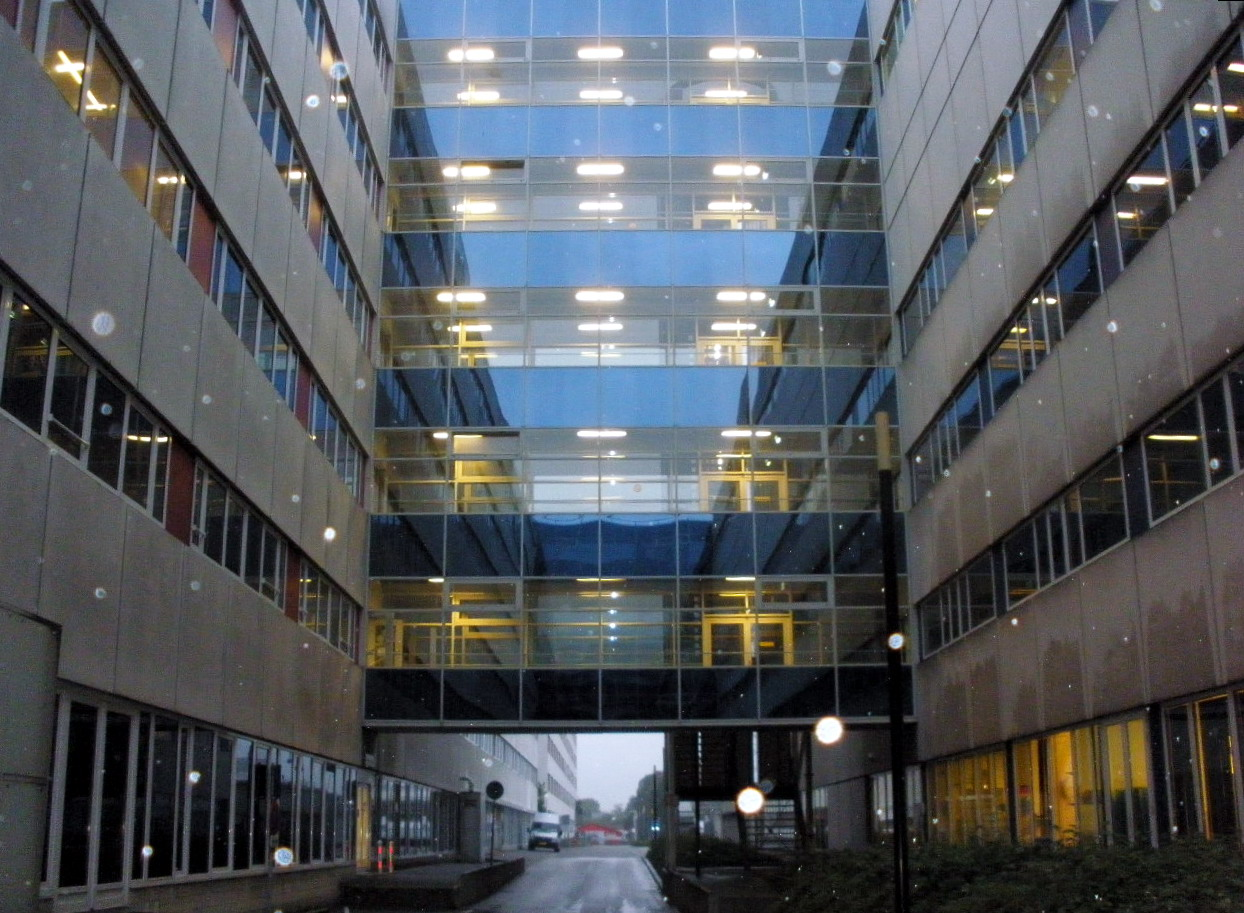
Prof. Ten Hoorlaan
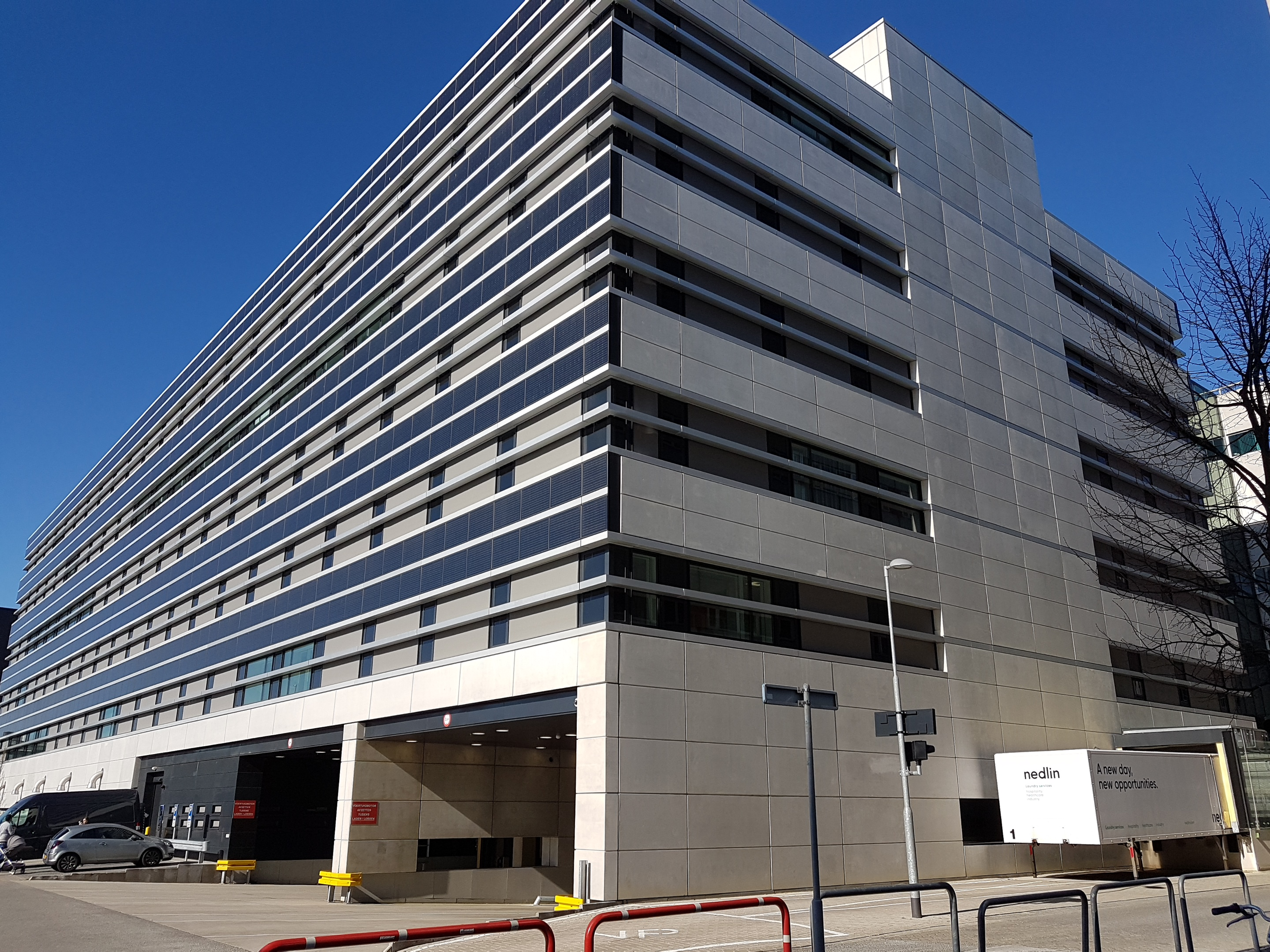
Nieuwbouw Verheylaan
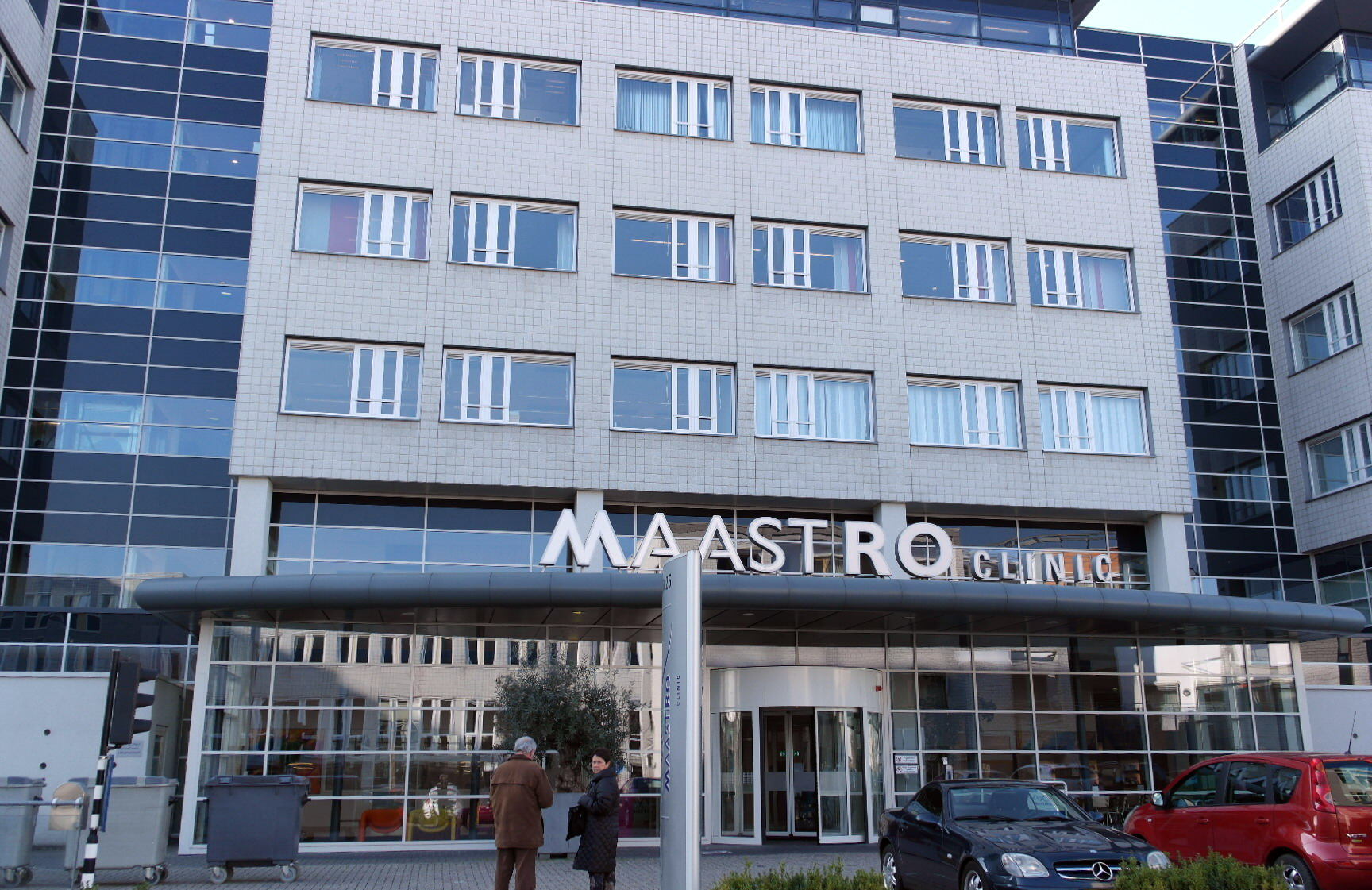
Maastro Clinic
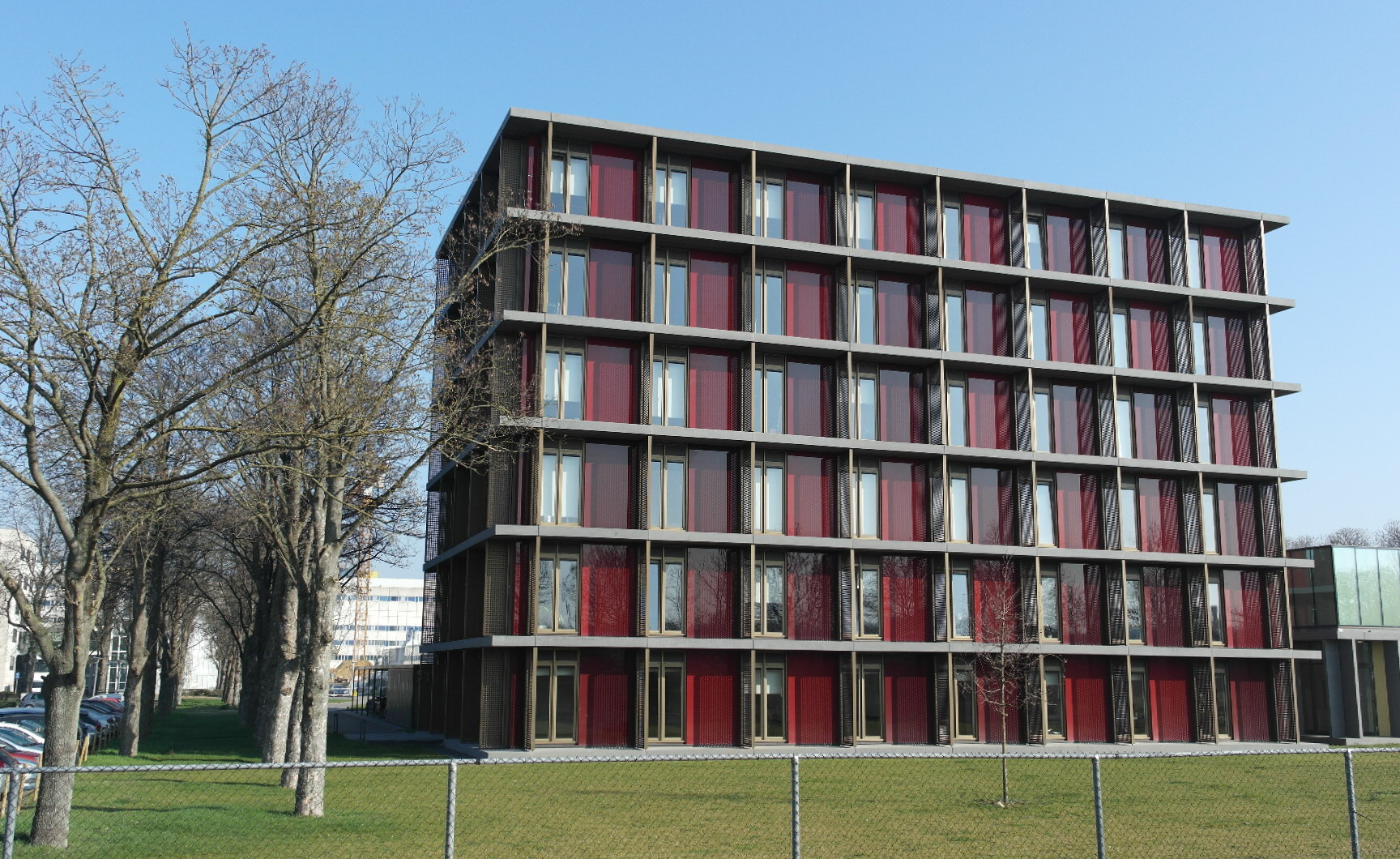
Scannexus